# Liste der Bodendenkmäler in Thalmässing
Auf dieser Seite sind die Bodendenkmäler in dem mittelfränkischen Markt Thalmässing zusammengestellt. Diese Tabelle ist eine Teilliste der Liste der Bodendenkmäler in Bayern. Grundlage ist die Bayerische Denkmalliste, die auf Basis des Bayerischen Denkmalschutzgesetzes vom 1. Oktober 1973 erstmals erstellt wurde und seither durch das Bayerische Landesamt für Denkmalpflege geführt wird. Die folgenden Angaben ersetzen nicht die rechtsverbindliche Auskunft der Denkmalschutzbehörde.

## Bodendenkmäler in Thalmässing
| Lage                    | Objekt | Akten-Nr.     | Bild |
| ----------------------- | --- | ------------- | ---- |
| Thalmässing (Standort)  | Siedlung der Steinzeiten. | D-5-6833-0239 |      |
| Thalmässing (Standort)  | Siedlung vor- und frühgeschichtlicher Zeitstellung. | D-5-6833-0240 |      |
| Thalmässing (Standort)  | Siedlung der Latènezeit. | D-5-6833-0241 |      |
| Thalmässing (Standort)  | Siedlung des Neolithikums. | D-5-6833-0244 |      |
| Thalmässing (Standort)  | Freilandstation des Mesolithikums, Siedlung der Urnenfelder-, Hallstatt- und Latènezeit. | D-5-6833-0246 |      |
| Thalmässing (Standort)  | Freilandstation des Mesolithikums. | D-5-6833-0248 |      |
| Thalmässing (Standort)  | Freilandstation des Mesolithikums, Siedlung vorgeschichtlicher Zeitstellung. | D-5-6833-0255 |      |
| Thalmässing (Standort)  | Siedlung vorgeschichtlicher Zeitstellung. | D-5-6833-0256 |      |
| Thalmässing (Standort)  | Siedlung der Bronzezeit und der Hallstattzeit, Verhüttungsplatz der Vorgeschichte. | D-5-6833-0271 |      |
| Thalmässing (Standort)  | Mittelalterliche Kapellenwüstung, mittelalterliche und frühneuzeitliche Befunde im Bereich des Kolbenhofes.                                                                                         | D-5-6833-0281 |      |
| Thalmässing (Standort)  | Mittelalterliche und frühneuzeitliche Befunde im Bereich der Evang.-Luth. Pfarrkirche St. Martin.                                                                                                   | D-5-6833-0283 |      |
| Thalmässing (Standort)  | Mittelalterliche und frühneuzeitliche Befunde im Bereich der Evang.-Luth. Pfarrkirche St. Thomas und Ägidius in Eysolden sowie befestigter Friedhof des späten Mittelalters und der frühen Neuzeit. | D-5-6833-0286 |      |
| Thalmässing (Standort)  | Mittelalterliche und frühneuzeitliche Befunde im Bereich des ehem. Schlosses und ihres Vorgängerbaus in Eysölden.                                                                                   | D-5-6833-0287 |      |
| Thalmässing (Standort)  | Mittelalterliche und frühneuzeitliche Befunde im Bereich der Kath. Filialkirche St. Johann Ev. | D-5-6833-0290 |      |
| Thalmässing (Standort)  | Mittelalterliche und frühneuzeitliche Befunde im Bereich der Evang.-Luth. Pfarrkirche St. Erhard.                                                                                                   | D-5-6833-0293 |      |
| Thalmässing (Standort)  | Hofwüstung des Mittelalters und der Neuzeit. | D-5-6833-0295 |      |
| Thalmässing (Standort)  | Hofwüstung des Mittelalters und der Neuzeit. | D-5-6833-0296 |      |
| Greding (Standort)      | Vorgeschichtlicher Bestattungsplatz mit verebneten Grabhügeln. | D-5-6833-0018 |      |
| Thalmässing (Standort)  | Siedlung vorgeschichtlicher Zeitstellung. | D-5-6833-0024 |      |
| Thalmässing (Standort)  | Grabhügel vorgeschichtlicher Zeitstellung. | D-5-6833-0133 |      |
| Heideck (Standort)      | Vorgeschichtlicher Bestattungsplatz mit fünf Grabhügeln. | D-5-6833-0134 |      |
| Thalmässing (Standort)  | Grabhügel mit Bestattungen der Hallstattzeit. | D-5-6833-0136 |      |
| Thalmässing (Standort)  | Frühmittelalterliches Reihengräberfeld. | D-5-6833-0137 |      |
| Thalmässing (Standort)  | Siedlung der Steinzeiten. | D-5-6833-0138 |      |
| Thalmässing (Standort)  | Siedlung vor- und frühgeschichtlicher Zeitstellung. | D-5-6833-0139 |      |
| Thalmässing (Standort)  | Siedlung der Steinzeiten, Siedlung der Latènezeit. | D-5-6833-0140 |      |
| Thalmässing (Standort)  | Siedlung der Steinzeiten, Siedlung der Latènezeit. | D-5-6833-0141 |      |
| Thalmässing (Standort)  | Siedlung der Metallzeiten. | D-5-6833-0142 |      |
| Thalmässing (Standort)  | Siedlung vor- und frühgeschichtlicher Zeitstellung. | D-5-6833-0143 |      |
| Thalmässing (Standort)  | Mittelalterliche Wüstung. | D-5-6833-0144 |      |
| Thalmässing (Standort)  | Grabhügel vorgeschichtlicher Zeitstellung. | D-5-6833-0146 |      |
| Thalmässing (Standort)  | Grabhügel vorgeschichtlicher Zeitstellung. | D-5-6833-0147 |      |
| Thalmässing (Standort)  | Grabhügel vorgeschichtlicher Zeitstellung. | D-5-6833-0148 |      |
| Thalmässing (Standort)  | Freilandstation des Mesolithikums, Siedlung des Neolithikums, Bestattungsplatz der Bronzezeit. | D-5-6833-0151 |      |
| Thalmässing (Standort)  | Befestigung vor- und frühgeschichtlicher oder mittelalterlicher Zeitstellung. | D-5-6833-0152 |      |
| Thalmässing (Standort)  | Siedlung vorgeschichtlicher Zeitstellung. | D-5-6833-0155 |      |
| Thalmässing (Standort)  | Bestattungsplatz vor- und frühgeschichtlicher Zeitstellung. | D-5-6833-0156 |      |
| Thalmässing (Standort)  | Freilandstation des Mesolithikums, Siedlung des Neolithikums und der Latènezeit, Bestattungsplatz der Bronzezeit.                                                                                   | D-5-6833-0158 |      |
| Thalmässing (Standort)  | Freilandstation des Mesolithikums. | D-5-6833-0162 |      |
| Thalmässing (Standort)  | Siedlung vor- und frühgeschichtlicher Zeitstellung. | D-5-6833-0163 |      |
| Thalmässing (Standort)  | Siedlung vor- und frühgeschichtlicher Zeitstellung. | D-5-6833-0164 |      |
| Thalmässing (Standort)  | Siedlung vorgeschichtlicher Zeitstellung. | D-5-6833-0165 |      |
| Thalmässing (Standort)  | Siedlung der Steinzeiten, Siedlung der Latènezeit. | D-5-6833-0166 |      |
| Thalmässing (Standort)  | Siedlung vorgeschichtlicher Zeitstellung. | D-5-6833-0167 |      |
| Thalmässing (Standort)  | Siedlung vorgeschichtlicher Zeitstellung. | D-5-6833-0168 |      |
| Thalmässing (Standort)  | Bestattungsplatz vorgeschichtlicher Zeitstellung mit Grabhügeln. | D-5-6833-0171 |      |
| Thalmässing (Standort)  | Grabhügel oder Siedlung vorgeschichtlicher Zeitstellung. | D-5-6833-0173 |      |
| Thalmässing (Standort)  | Bestattungsplatz vor- und frühgeschichtlicher oder mittelalterlicher Zeitstellung. | D-5-6833-0174 |      |
| Thalmässing (Standort)  | Bestattungsplatz vor- und frühgeschichtlicher oder mittelalterlicher Zeitstellung. | D-5-6833-0175 |      |
| Greding (Standort)      | Siedlung vor- und frühgeschichtlicher Zeitstellung. | D-5-6833-0176 |      |
| Thalmässing (Standort)  | Siedlung der Steinzeiten. | D-5-6833-0177 |      |
| Thalmässing (Standort)  | Siedlung der Urnenfelderzeit. | D-5-6833-0178 |      |
| Thalmässing (Standort)  | Abschnittsbefestigung vor- und frühgeschichtlicher Zeitstellung. | D-5-6833-0179 |      |
| Thalmässing (Standort)  | Siedlung der Latènezeit. | D-5-6833-0180 |      |
| Thalmässing (Standort)  | Siedlung der Steinzeiten. | D-5-6833-0181 |      |
| Thalmässing (Standort)  | Siedlung vorgeschichtlicher Zeitstellung. | D-5-6833-0182 |      |
| Thalmässing (Standort)  | Siedlung vorgeschichtlicher Zeitstellung. | D-5-6833-0183 |      |
| Thalmässing (Standort)  | Freilandstation des Mesolithikums, Siedlung vorgeschichtlicher Zeitstellung. | D-5-6833-0184 |      |
| Thalmässing (Standort)  | Siedlung der Steinzeiten. | D-5-6833-0185 |      |
| Thalmässing (Standort)  | Siedlung vorgeschichtlicher Zeitstellung. | D-5-6833-0186 |      |
| Thalmässing (Standort)  | Siedlung vorgeschichtlicher Zeitstellung. | D-5-6833-0187 |      |
| Thalmässing (Standort)  | Grabhügel vorgeschichtlicher Zeitstellung. | D-5-6833-0188 |      |
| Thalmässing (Standort)  | Siedlung der Steinzeiten. | D-5-6833-0190 |      |
| Thalmässing (Standort)  | Siedlung vorgeschichtlicher Zeitstellung. | D-5-6833-0193 |      |
| Thalmässing (Standort)  | Siedlung vorgeschichtlicher Zeitstellung. | D-5-6833-0195 |      |
| Thalmässing (Standort)  | Siedlung des Neolithikums, Bestattungsplatz der Bronzezeit, Siedlung der Eisenzeit. | D-5-6833-0196 |      |
| Thalmässing (Standort)  | Grabhügel vorgeschichtlicher Zeitstellung. | D-5-6833-0197 |      |
| Thalmässing (Standort)  | Freilandstation des Mesolithikums, Siedlung vorgeschichtlicher Zeitstellung. | D-5-6833-0198 |      |
| Thalmässing (Standort)  | Bestattungsplatz vor- und frühgeschichtlicher Zeitstellung. | D-5-6833-0199 |      |
| Thalmässing (Standort)  | Siedlung der Steinzeiten. | D-5-6833-0204 |      |
| Thalmässing (Standort)  | Freilandstation des Mesolithikums, Siedlung der Latènezeit. | D-5-6833-0205 |      |
| Thalmässing (Standort)  | Siedlung vorgeschichtlicher Zeitstellung. | D-5-6833-0215 |      |
| Thalmässing (Standort)  | Grabhügel vorgeschichtlicher Zeitstellung. | D-5-6833-0218 |      |
| Thalmässing (Standort)  | Mittelalterlicher Burgstall. | D-5-6833-0219 |      |
| Thalmässing (Standort)  | Siedlungsfunde der Steinzeiten. | D-5-6833-0220 |      |
| Thalmässing (Standort)  | Mittelalterliche und frühneuzeitliche Befunde im Bereich der Burgruine Stauf, Höhensiedlung der Urnenfelderzeit.                                                                                    | D-5-6833-0221 |      |
| Thalmässing (Standort)  | Freilandstation des Mesolithikums. | D-5-6833-0222 |      |
| Thalmässing (Standort)  | Siedlung der Steinzeiten. | D-5-6833-0223 |      |
| Thalmässing (Standort)  | Freilandstation des Mesolithikums. | D-5-6833-0224 |      |
| Thalmässing (Standort)  | Siedlung vor- und frühgeschichtlicher Zeitstellung. | D-5-6833-0226 |      |
| Thalmässing (Standort)  | Siedlungsfunde der Steinzeiten. | D-5-6833-0227 |      |
| Thalmässing (Standort)  | Siedlung der Latènezeit. | D-5-6833-0228 |      |
| Thalmässing (Standort)  | Siedlung der Steinzeiten. | D-5-6833-0232 |      |
| Thalmässing (Standort)  | Siedlung der Steinzeiten. | D-5-6833-0235 |      |
| Thalmässing (Standort)  | Siedlung der Steinzeiten, Siedlung der Latènezeit. | D-5-6833-0237 |      |
| Thalmässing (Standort)  | Mittelalterliche und frühneuzeitliche Befunde im Bereich der Evang.-Luth. Pfarrkirche St. Lorenz, Friedhof des Mittelalters und der frühen Neuzeit.                                                 | D-5-6833-0298 |      |
| Hilpoltstein (Standort) | Archäologische Befunde im Bereich der frühneuzeitlichen Hofwüstung Schrötzenhof. | D-5-6833-0343 |      |
| Thalmässing (Standort)  | Siedlungsplatz der Steinzeit. | D-5-6833-0365 |      |
| Thalmässing (Standort)  | Siedlung der Hallstattzeit. | D-5-6833-0366 |      |
| Thalmässing (Standort)  | Grabhügel vorgeschichtlicher Zeitstellung. | D-5-6932-0012 |      |
| Greding (Standort)      | Befestigung und Grabhügel vorgeschichtlicher Zeitstellung, mittelalterlicher Burgstall. | D-5-6933-0060 |      |
| Greding (Standort)      | Siedlung der Urnenfelderzeit, Verhüttungsplatz des Mittelalters. | D-5-6933-0078 |      |
| Thalmässing (Standort)  | Grabhügel mit Bestattungen der Hallstattzeit. | D-5-6933-0090 |      |
| Thalmässing (Standort)  | Freilandstation des Mesolithikums, Viereckschanze der Latènezeit, Siedlung der Latènezeit. | D-5-6933-0091 |      |
| Thalmässing (Standort)  | Grabhügel mit Bestattungen der Bronzezeit. | D-5-6933-0093 |      |
| Thalmässing (Standort)  | Mittelalterlicher Burgstall Landeck, Siedlung der Steinzeiten und der Bronzezeit. | D-5-6933-0094 |      |
| Thalmässing (Standort)  | Grabhügel mit Bestattungen der Hallstattzeit, außerdem Bestattungsplatz der Latènezeit. | D-5-6933-0095 |      |
| Thalmässing (Standort)  | Mittelalterlicher Turmhügel. | D-5-6933-0096 |      |
| Thalmässing (Standort)  | Frühmittelalterliches Reihengräberfeld. | D-5-6933-0106 |      |
| Thalmässing (Standort)  | Siedlung des Neolithikums. | D-5-6933-0113 |      |
| Thalmässing (Standort)  | Siedlung der Latènezeit. | D-5-6933-0114 |      |
| Thalmässing (Standort)  | Siedlung vorgeschichtlicher Zeitstellung. | D-5-6933-0115 |      |
| Thalmässing (Standort)  | Siedlung vorgeschichtlicher Zeitstellung. | D-5-6933-0119 |      |
| Thalmässing (Standort)  | Grabhügel vorgeschichtlicher Zeitstellung. | D-5-6933-0125 |      |
| Thalmässing (Standort)  | Siedlung der Steinzeiten. | D-5-6933-0127 |      |
| Thalmässing (Standort)  | Freilandstation des Mesolithikums, Siedlung des Neolithikums. | D-5-6933-0138 |      |
| Thalmässing (Standort)  | Siedlung des Neolithikums, Bestattungsplatz der Bronzezeit. | D-5-6933-0140 |      |
| Thalmässing (Standort)  | Freilandstation des Mesolithikums, Siedlung des Neolithikums, Siedlung und Bestattungsplatz der Bronzezeit.                                                                                         | D-5-6933-0141 |      |
| Thalmässing (Standort)  | Siedlung der Steinzeiten. | D-5-6933-0154 |      |
| Thalmässing (Standort)  | Siedlung der Steinzeiten. | D-5-6933-0155 |      |
| Thalmässing (Standort)  | Siedlung des Neolithikums. | D-5-6933-0156 |      |
| Thalmässing (Standort)  | Siedlung vorgeschichtlicher Zeitstellung. | D-5-6933-0161 |      |
| Thalmässing (Standort)  | Grabhügel der Bronzezeit. | D-5-6933-0162 |      |
| Thalmässing (Standort)  | Siedlung der Steinzeiten und der Urnenfelderzeit. | D-5-6933-0164 |      |
| Thalmässing (Standort)  | Mittelalterlicher Burgstall. | D-5-6933-0166 |      |
| Thalmässing (Standort)  | Mittelalterlicher Turmhügel sowie Befunde der ehem. frühneuzeitlichen St.-Andreas-Kirche von Hagenich.                                                                                              | D-5-6933-0167 |      |
| Thalmässing (Standort)  | Grabhügel vorgeschichtlicher Zeitstellung. | D-5-6933-0168 |      |
| Thalmässing (Standort)  | Verhüttungsplatz der Hallstattzeit. | D-5-6933-0169 |      |
| Thalmässing (Standort)  | Siedlung der späten Latènezeit. | D-5-6933-0170 |      |
| Thalmässing (Standort)  | Siedlung der Steinzeiten. | D-5-6933-0174 |      |
| Thalmässing (Standort)  | Siedlung vorgeschichtlicher Zeitstellung. | D-5-6933-0175 |      |
| Thalmässing (Standort)  | Siedlung des es Neolithikums, der Bronze- und der Urnenfelderzeit. | D-5-6933-0176 |      |
| Thalmässing (Standort)  | Siedlung vorgeschichtlicher Zeitstellung. | D-5-6933-0178 |      |
| Thalmässing (Standort)  | Siedlung vorgeschichtlicher Zeitstellung. | D-5-6933-0182 |      |
| Thalmässing (Standort)  | Grabhügel vorgeschichtlicher Zeitstellung. | D-5-6933-0183 |      |
| Thalmässing (Standort)  | Grabhügel vorgeschichtlicher Zeitstellung. | D-5-6933-0185 |      |
| Thalmässing (Standort)  | Siedlung vorgeschichtlicher Zeitstellung. | D-5-6933-0186 |      |
| Thalmässing (Standort)  | Siedlung der Urnenfelderzeit. | D-5-6933-0188 |      |
| Thalmässing (Standort)  | Siedlung der Latènezeit. | D-5-6933-0190 |      |
| Thalmässing (Standort)  | Siedlung des Neolithikums und der Metallzeiten. | D-5-6933-0192 |      |
| Thalmässing (Standort)  | Grabhügel vorgeschichtlicher Zeitstellung. | D-5-6933-0193 |      |
| Thalmässing (Standort)  | Befestigung der Hallstattzeit, Siedlung der Hallstatt- und Frühlatènezeit. | D-5-6933-0194 |      |
| Thalmässing (Standort)  | Befestigung und Siedlung des Neolithikums, der Urnenfelderzeit und des Mittelalters. | D-5-6933-0195 |      |
| Thalmässing (Standort)  | Siedlung des Neolithikums, Gräber der Schnurkeramik sowie Grabhügel der Hallstatt- und Frühlatènezeit.                                                                                              | D-5-6933-0197 |      |
| Thalmässing (Standort)  | Siedlung vor- und frühgeschichtlicher Zeitstellung. | D-5-6933-0198 |      |
| Thalmässing (Standort)  | Grabhügel vorgeschichtlicher Zeitstellung. | D-5-6933-0199 |      |
| Thalmässing (Standort)  | Grabhügel vorgeschichtlicher Zeitstellung. | D-5-6933-0200 |      |
| Thalmässing (Standort)  | Siedlung vorgeschichtlicher Zeitstellung. | D-5-6933-0201 |      |
| Thalmässing (Standort)  | Grabhügel vorgeschichtlicher Zeitstellung. | D-5-6933-0204 |      |
| Thalmässing (Standort)  | Abschnittsbefestigung und Siedlung vor- und frühgeschichtlicher Zeitstellung. | D-5-6933-0205 |      |
| Thalmässing (Standort)  | Mittelalterlicher Burgstall. | D-5-6933-0206 |      |
| Thalmässing (Standort)  | Frühmittelalterliches Gräberfeld. | D-5-6933-0208 |      |
| Thalmässing (Standort)  | Siedlung der Steinzeiten. | D-5-6933-0209 |      |
| Thalmässing (Standort)  | Siedlung vorgeschichtlicher Zeitstellung. | D-5-6933-0210 |      |
| Thalmässing (Standort)  | Grabhügel vorgeschichtlicher Zeitstellung. | D-5-6933-0218 |      |
| Thalmässing (Standort)  | Grabhügel vorgeschichtlicher Zeitstellung. | D-5-6933-0219 |      |
| Thalmässing (Standort)  | Freilandstation des Mesolithikums, Abschnittswall vor- und frühgeschichtlicher oder mittelalterlicher Zeitstellung, Siedlung des Neolithikums, der Hallstatt- und Latènezeit.                       | D-5-6933-0221 |      |
| Thalmässing (Standort)  | Siedlung vorgeschichtlicher Zeitstellung. | D-5-6933-0225 |      |
| Thalmässing (Standort)  | Siedlung vorgeschichtlicher Zeitstellung. | D-5-6933-0226 |      |
| Thalmässing (Standort)  | Siedlung vorgeschichtlicher Zeitstellung. | D-5-6933-0227 |      |
| Thalmässing (Standort)  | Siedlung des Neolithikums. | D-5-6933-0228 |      |
| Thalmässing (Standort)  | Siedlung des Neolithikums. | D-5-6933-0229 |      |
| Thalmässing (Standort)  | Siedlung des Neolithikums und der Metallzeiten. | D-5-6933-0230 |      |
| Thalmässing (Standort)  | Siedlung des Neolithikums. | D-5-6933-0231 |      |
| Thalmässing (Standort)  | Siedlung des Neolithikums, Siedlung der Latènezeit. | D-5-6933-0234 |      |
| Thalmässing (Standort)  | Siedlung der Steinzeiten. | D-5-6933-0236 |      |
| Thalmässing (Standort)  | Siedlung des Neolithikums. | D-5-6933-0238 |      |
| Thalmässing (Standort)  | Siedlung des Neolithikums, Siedlung der Latènezeit. | D-5-6933-0239 |      |
| Thalmässing (Standort)  | Siedlung vorgeschichtlicher Zeitstellung. | D-5-6933-0241 |      |
| Thalmässing (Standort)  | Siedlung der Latènezeit. | D-5-6933-0242 |      |
| Thalmässing (Standort)  | Siedlung vorgeschichtlicher Zeitstellung. | D-5-6933-0243 |      |
| Thalmässing (Standort)  | Abgegangene mittelalterliche und neuzeitliche Kapelle St. Alban, Bestattungen des Mittelalters und der Neuzeit.                                                                                     | D-5-6933-0244 |      |
| Thalmässing (Standort)  | Siedlung der Steinzeiten. | D-5-6933-0245 |      |
| Thalmässing (Standort)  | Siedlung der Hallstattzeit. | D-5-6933-0247 |      |
| Thalmässing (Standort)  | Grabhügel mit Bestattungen der Bronze- und Hallstattzeit. | D-5-6933-0248 |      |
| Thalmässing (Standort)  | Abschnittsbefestigung vorgeschichtlicher Zeitstellung, Siedlung der Steinzeiten, der Urnenfelder- und Hallstattzeit.                                                                                | D-5-6933-0249 |      |
| Thalmässing (Standort)  | Siedlung des Neolithikums. | D-5-6933-0252 |      |
| Thalmässing (Standort)  | Siedlung vorgeschichtlicher Zeitstellung. | D-5-6933-0255 |      |
| Thalmässing (Standort)  | Siedlung der Steinzeiten. | D-5-6933-0256 |      |
| Thalmässing (Standort)  | Siedlung vor- und frühgeschichtlicher Zeitstellung. | D-5-6933-0257 |      |
| Thalmässing (Standort)  | Bergwerksstollen des Mittelalters oder der Neuzeit. | D-5-6933-0283 |      |
| Nennslingen (Standort)  | Rechteckige Schanze vor- und frühgeschichtlicher oder mittelalterlicher Zeitstellung. | D-5-6933-0295 |      |
| Greding (Standort)      | Grabhügel mit Bestattungen der Bronzezeit, Bestattungsplatz der Urnenfelderzeit, Grabhügel mit Bestattungen der Hallstattzeit, Siedlung der Latènezeit sowie Siedlung des frühen Mittelalters.      | D-5-6933-0303 |      |
| Thalmässing (Standort)  | Mittelalterliche und frühneuzeitliche Befunde im Bereich der Evang.-Luth. Filialkirche St. Ottilia.                                                                                                 | D-5-6933-0328 |      |
| Thalmässing (Standort)  | Mittelalterliche und frühneuzeitliche Befunde im Bereich der ehem. kath. Filialkirche St. Peter und Paul, abgegangenes Kloster des Mittelalters.                                                    | D-5-6933-0334 |      |
| Thalmässing (Standort)  | Abgegangene Kirche des Mittelalters und der frühen Neuzeit. | D-5-6933-0337 |      |
| Thalmässing (Standort)  | Mittelalterliche und frühneuzeitliche Befunde im Bereich der Kath. Filialkirche St. Gregor. | D-5-6933-0342 |      |
| Thalmässing (Standort)  | Mittelalterliche und frühneuzeitliche Befunde im Bereich der Evang.-Luth. Filialkirche Johanni Enthauptung.                                                                                         | D-5-6933-0347 |      |
| Thalmässing (Standort)  | Mittelalterliche und frühneuzeitliche Befunde im Bereich der Evang.-Luth. Pfarrkirche St. Michael, Friedhof des Mittelalters und der frühen Neuzeit.                                                | D-5-6933-0349 |      |
| Thalmässing (Standort)  | Mittelalterliche und frühneuzeitliche Befunde im Bereich der Evang.-Luth. Kirche St. Marien. | D-5-6933-0350 |      |
| Thalmässing (Standort)  | Mittelalterliche und frühneuzeitliche Befunde im Bereich der Evang.-Luth. Pfarrkirche St. Gotthard.                                                                                                 | D-5-6933-0351 |      |
| Thalmässing (Standort)  | Archäologische Befunde im Bereich der frühneuzeitliche ehem. Synagoge von Thalmässing. | D-5-6933-0352 |      |
| Thalmässing (Standort)  | Verhüttungsplatz der Hallstattzeit. | D-5-6933-0354 |      |
| Thalmässing (Standort)  | Siedlung der Hallstattzeit. | D-5-6933-0383 |      |